# Nogaret
Pour les articles homonymes, voir Nogaret (homonymie).
Nogaret est une commune française située dans le nord-est du département de la Haute-Garonne, en région Occitanie.
Sur le plan historique et culturel, la commune est dans le Lauragais, l'ancien « Pays de Cocagne », lié à la fois à la culture du pastel et à l’abondance des productions, et de « grenier à blé du Languedoc ». Exposée à un climat océanique altéré, elle est drainée par le Laudot et par deux autres cours d'eau.
Nogaret est une commune rurale qui compte 98 habitants en 2022, après avoir connu un pic de population de 332 habitants en 1831. Elle fait partie de l'aire d'attraction de Revel. Ses habitants sont appelés les Nogaretois ou  Nogaretoises.
Ses habitants sont les Nogaretois et les Nogaretoises.

## Géographie

### Localisation
La commune de Nogaret se trouve dans le département de la Haute-Garonne, en région Occitanie.
Elle se situe à 41 km à vol d'oiseau de Toulouse, préfecture du département, et à 7 km de Revel, bureau centralisateur du canton de Revel dont dépend la commune depuis 2015 pour les élections départementales.
La commune fait en outre partie du bassin de vie de Revel.
Les communes les plus proches sont : 
Montégut-Lauragais (1,7 km), Montgey (2,0 km), Saint-Julia (2,6 km), Roumens (3,2 km), Puéchoursi (3,3 km), Garrevaques (4,2 km), Aguts (4,2 km), Le Cabanial (5,1 km).
Sur le plan historique et culturel, Nogaret fait partie du Lauragais, occupant une vaste zone, autour de l’axe central que constitue le canal du Midi, entre les agglomérations de Toulouse au nord-ouest et Carcassonne au sud-est et celles de Castres au nord-est et Pamiers au sud-ouest. C'est l'ancien « Pays de Cocagne », lié à la fois à la culture du pastel et à l’abondance des productions, et de « grenier à blé du Languedoc ».
Nogaret est limitrophe de cinq autres communes dont deux dans le département du Tarn.
Les communes limitrophes sont  Montgey, Montégut-Lauragais, Puéchoursi, Revel et Saint-Julia.
| Puéchoursi (Tarn) | Montgey (Tarn)     |       |
| Saint-Julia       | Nogaret            | Revel |
|                   | Montégut-Lauragais |       |

### Géologie et relief

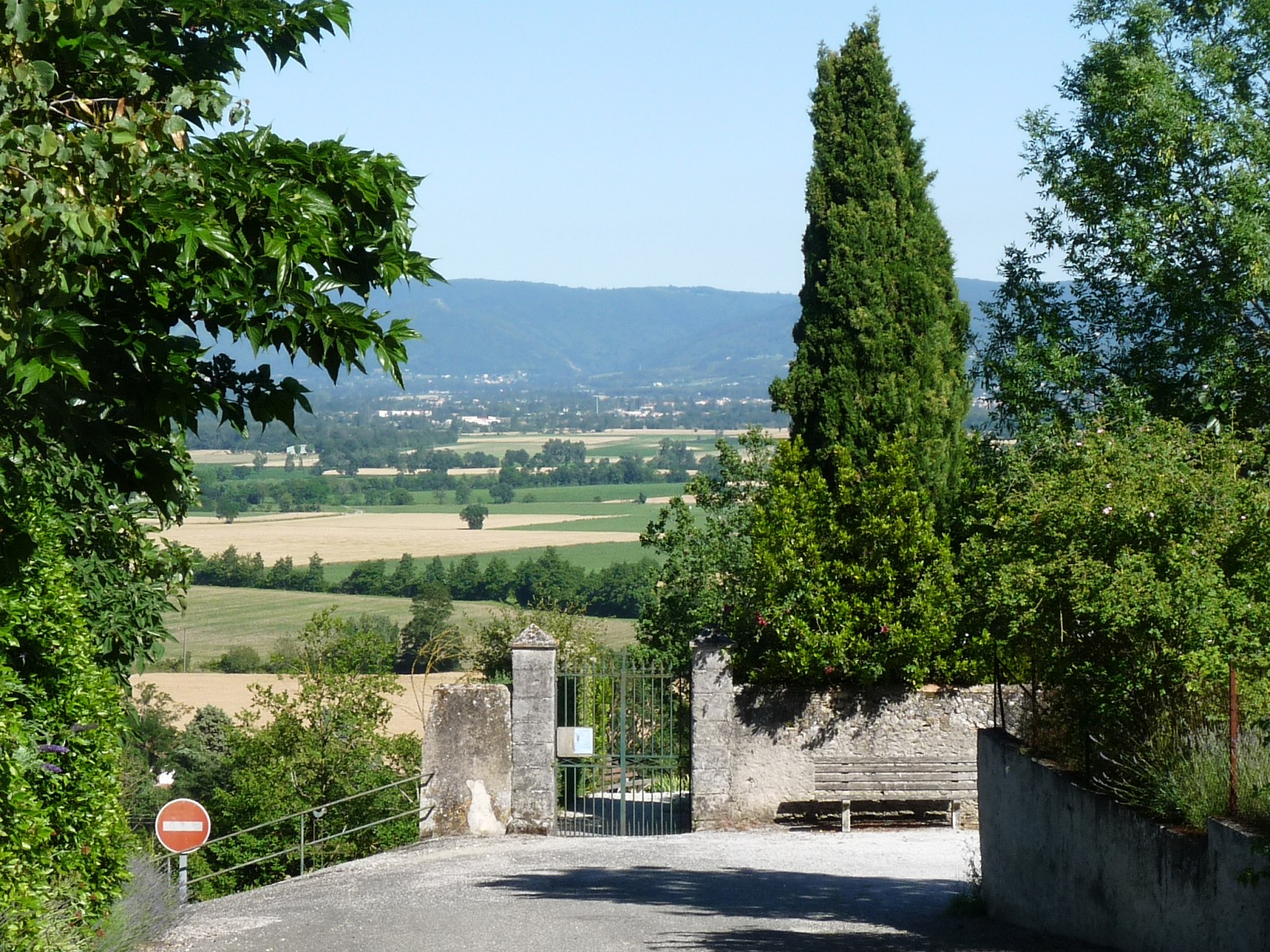
Vue sur la montagne Noire.

La superficie de la commune de Nogaret est de 400 hectares. Son altitude varie de 188  à   273 mètres.
Le village de Nogaret est construit sur une cuesta calcaire du Bassin aquitain dominant la plaine de Revel et faisant face à la montagne Noire, qui appartient au Massif central.

### Hydrographie

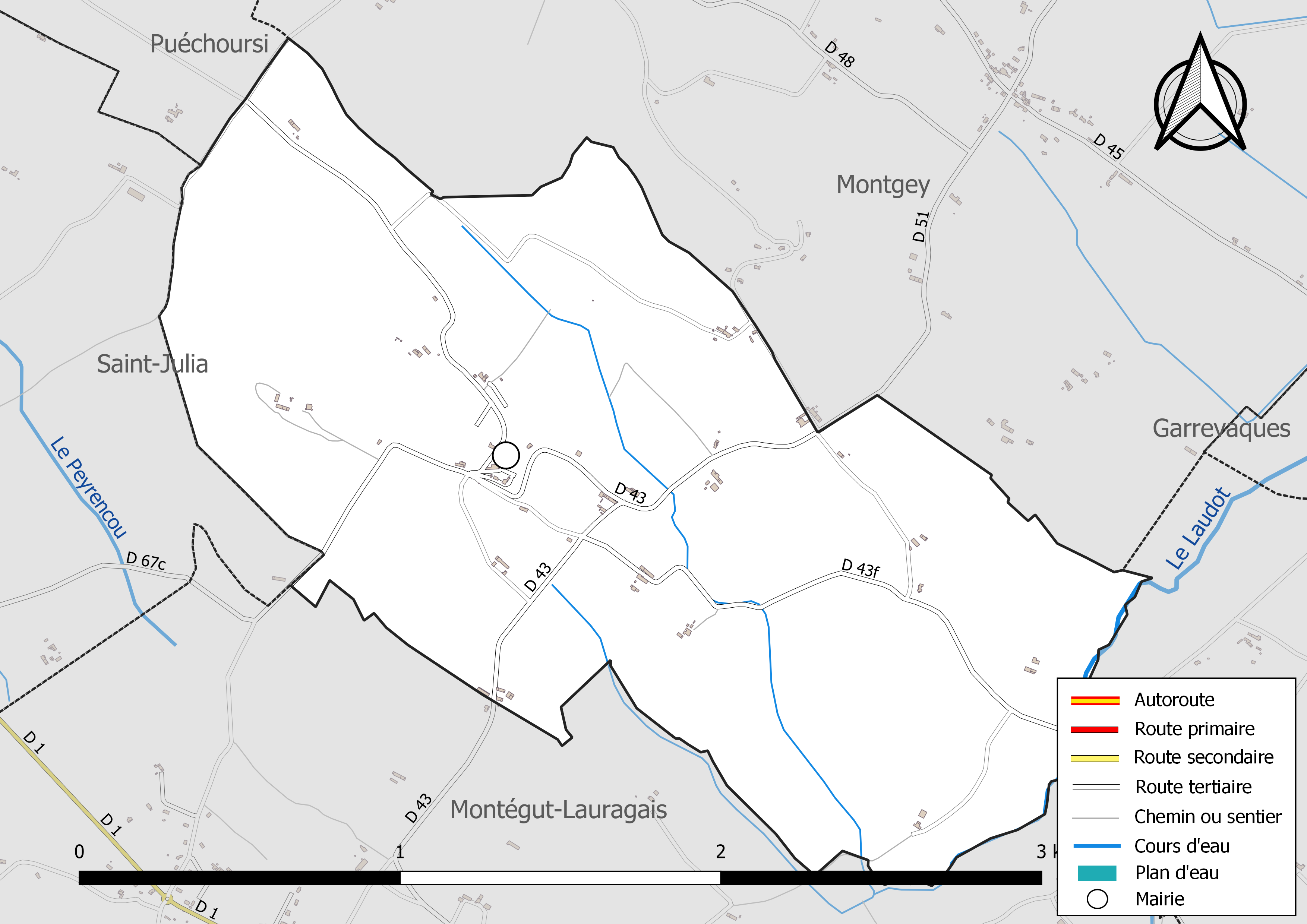
Réseaux hydrographique et routier de Nogaret.

La commune est dans le bassin de la Garonne, au sein du bassin hydrographique Adour-Garonne. Elle est drainée par le Laudot et par deux petits cours d'eau, constituant un réseau hydrographique de 4 km de longueur totale,.
Le Laudot, d'une longueur totale de 22,9 km, prend sa source dans la commune des Les Cammazes (81) et s'écoule vers l'ouest puis se réoriente au nord. Il traverse la commune et se jette dans le Sor à Garrevaques (81), après avoir traversé 10 communes.

### Climat
Pour des articles plus généraux, voir Climat de l'Occitanie et Climat de la Haute-Garonne.
En 2010, le climat de la commune est de type climat du Bassin du Sud-Ouest, selon une étude s'appuyant sur une série de données couvrant la période 1971-2000. En 2020, Météo-France publie une typologie des climats de la France métropolitaine dans laquelle la commune est exposée à un climat océanique altéré et est dans la région climatique Aquitaine, Gascogne, caractérisée par une pluviométrie abondante au printemps, modérée en automne, un faible ensoleillement au printemps, un été chaud (19,5 °C), des vents faibles, des brouillards fréquents en automne et en hiver et des orages fréquents en été (15 à 20 jours).
Pour la période 1971-2000, la température annuelle moyenne est de 13 °C, avec une amplitude thermique annuelle de 15,9 °C. Le cumul annuel moyen de précipitations est de 794 mm, avec 9,9 jours de précipitations en janvier et 5,3 jours en juillet. Pour la période 1991-2020, la température moyenne annuelle observée sur la station météorologique la plus proche, située sur la commune de Saint-Félix-Lauragais à 6 km à vol d'oiseau, est de 13,5 °C et le cumul annuel moyen de précipitations est de 673,9 mm,. Pour l'avenir, les paramètres climatiques de la commune estimés pour 2050 selon différents scénarios d’émission de gaz à effet de serre sont consultables sur un site dédié publié par Météo-France en novembre 2022.

### Milieux naturels et biodiversité
Aucun espace naturel présentant un intérêt patrimonial n'est recensé sur la commune dans l'inventaire national du patrimoine naturel,,.

## Urbanisme

### Typologie
Au 1er janvier 2024, Nogaret est catégorisée commune rurale à habitat très dispersé, selon la nouvelle grille communale de densité à sept niveaux définie par l'Insee en 2022.
Elle est située hors unité urbaine. Par ailleurs la commune fait partie de l'aire d'attraction de Revel, dont elle est une commune de la couronne,. Cette aire, qui regroupe 16 communes, est catégorisée dans les aires de moins de 50 000 habitants,.

### Occupation des sols
L'occupation des sols de la commune, telle qu'elle ressort de la base de données européenne d’occupation biophysique des sols Corine Land Cover (CLC), est marquée par l'importance des territoires agricoles (100 % en 2018), une proportion identique à celle de 1990 (100 %). La répartition détaillée en 2018 est la suivante : 
terres arables (97,4 %), zones agricoles hétérogènes (2,6 %). L'évolution de l’occupation des sols de la commune et de ses infrastructures peut être observée sur les différentes représentations cartographiques du territoire : la carte de Cassini (XVIIIe siècle), la carte d'état-major (1820-1866) et les cartes ou photos aériennes de l'IGN pour la période actuelle (1950 à aujourd'hui).

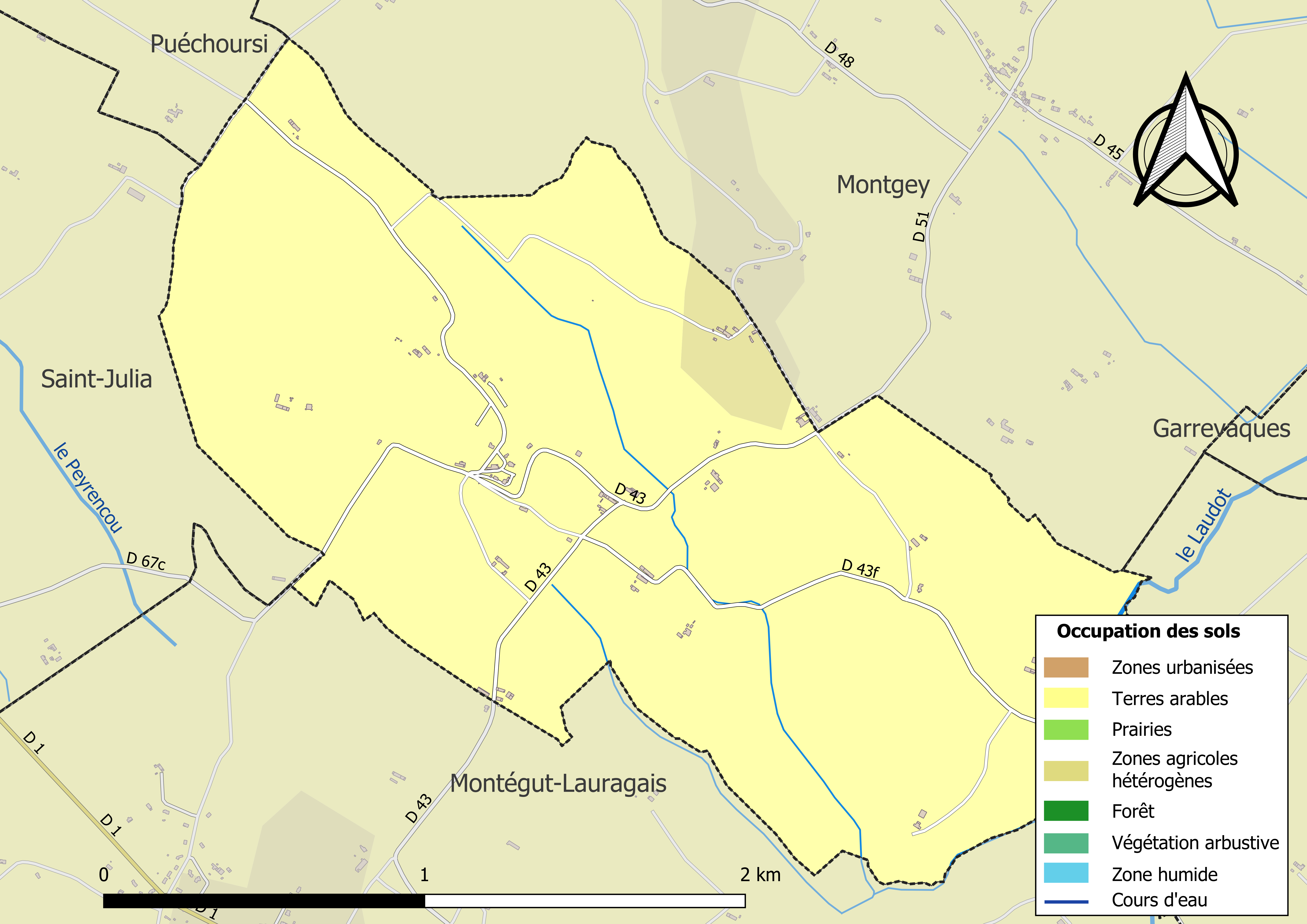
Carte des infrastructures et de l'occupation des sols de la commune en 2018 (CLC).

### Voies de communication et transports
Accès avec les lignes régulières de transport interurbain réseau Arc-en-ciel (anciennement SEMVAT).

### Risques majeurs
Le territoire de la commune de Nogaret est vulnérable à différents aléas naturels : météorologiques (tempête, orage, neige, grand froid, canicule ou sécheresse), inondations et séisme (sismicité très faible). Un site publié par le BRGM permet d'évaluer simplement et rapidement les risques d'un bien localisé soit par son adresse soit par le numéro de sa parcelle.
Certaines parties du territoire communal sont susceptibles d’être affectées par le risque d’inondation par débordement de cours d'eau, notamment le Laudot. La commune a été reconnue en état de catastrophe naturelle au titre des dommages causés par les inondations et coulées de boue survenues en 1982, 1999 et 2009,.

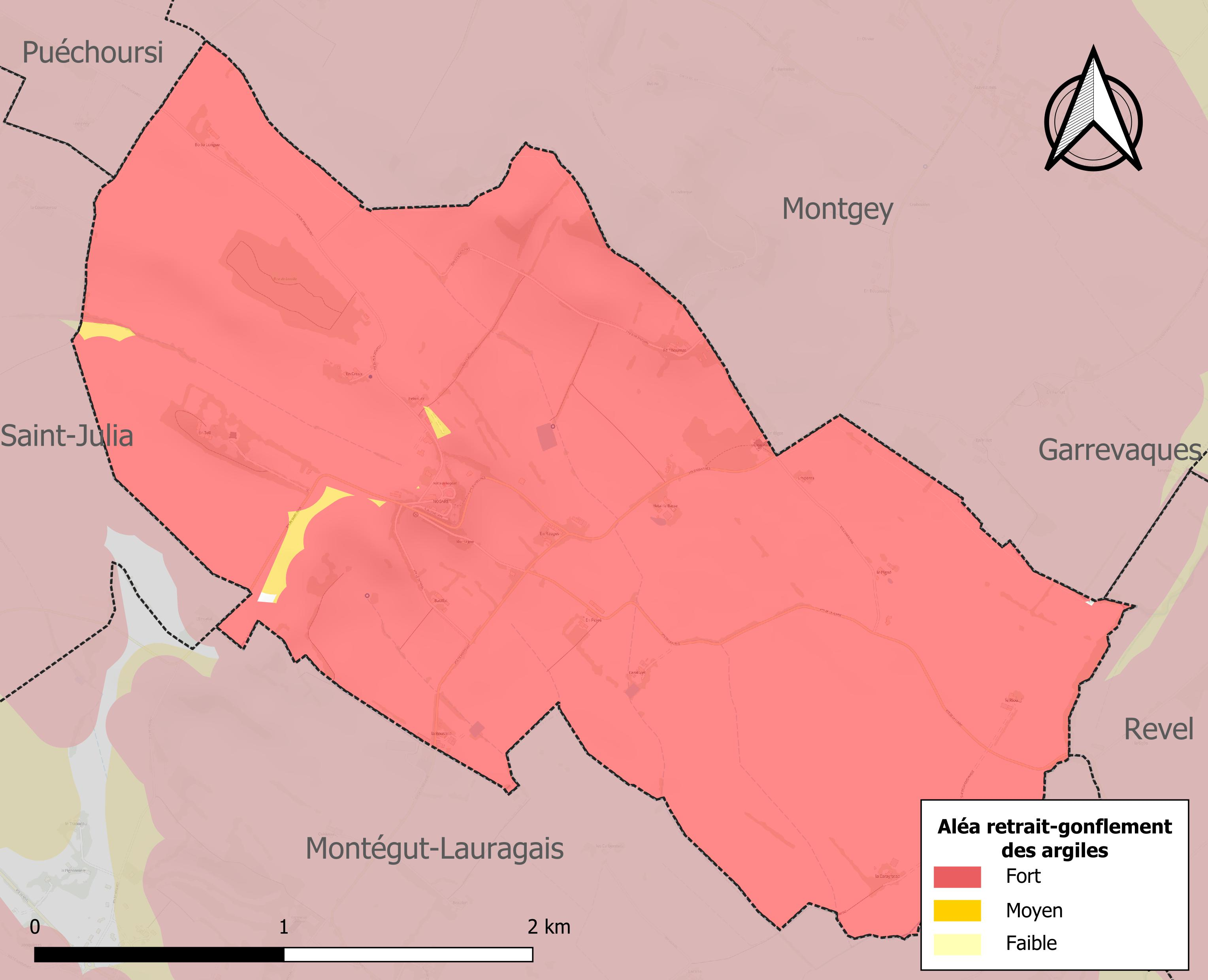
Carte des zones d'aléa retrait-gonflement des sols argileux de Nogaret.

Le retrait-gonflement des sols argileux est susceptible d'engendrer des dommages importants aux bâtiments en cas d’alternance de périodes de sécheresse et de pluie. La totalité de la commune est en aléa moyen ou fort (88,8 % au niveau départemental et 48,5 % au niveau national). Sur les 37 bâtiments dénombrés sur la commune en 2019, 37 sont en aléa moyen ou fort, soit 100 %, à comparer aux 98 % au niveau départemental et 54 % au niveau national. Une cartographie de l'exposition du territoire national au retrait gonflement des sols argileux est disponible sur le site du BRGM,.
Par ailleurs, afin de mieux appréhender le risque d’affaissement de terrain, l'inventaire national des cavités souterraines permet de localiser celles situées sur la commune.
Concernant les mouvements de terrains, la commune a été reconnue en état de catastrophe naturelle au titre des dommages causés par des mouvements de terrain en 1999.

## Toponymie
Les formes anciennes sont Nogaretum en 1226, Nogaret-le-Fort en 1367.
Nogaret représente l'occitan Nogaret « lieu planté de noyers », qui est issu lui-même du bas latin nucarium « noyer », suivi du suffixe collectif -etum, désignant généralement un « ensemble d'arbre appartenant à la même espèce ». Il semble ici au masculin, la forme féminine étant Nogareda, dont -eda correspond au suffixe moderne -aie en français de même origine et qui s'emploie de la manière analogue (exemple : chênaie, hêtraie, etc.). Le français a emprunté à l'occitan le mot pinède, formé de la même manière.

## Histoire
- Fondation au XIIe siècle par l'abbaye de Sorèze du prieuré bénédictin Étienne Nogaret.
- Seigneurie mentionnée en 1271.
- Érigé en paroisse en 1775.

## Politique et administration

### Administration municipale
Le nombre d'habitants au recensement de 2011 étant compris entre 0 et 99, le nombre de membres du conseil municipal pour l'élection de 2014 est de sept,.

### Rattachements administratifs et électoraux
La commune fait partie de la dixième circonscription de la Haute-Garonne communauté de communes du Lauragais-Revel-Sorèzois et du canton de Revel (Nogaret faisait partie de l'ex-canton de Saint Félix) et de la septième circonscription de la Haute-Garonne jusqu'en 2012.

### Liste des maires
| Période                                  | Période  | Identité            | Étiquette | Qualité |
| ---------------------------------------- | -------- | ------------------- | --------- | ------- |
| mars 2001                                | 2008     | Norbert Barthes     |           |         |
| mars 2008                                | 2020     | Jean-Charles Baule  | DVG       | Cadre   |
| mars 2020                                | En cours | Judith Ardon Pernet |           |         |
| Les données manquantes sont à compléter. |          |                     |           |         |

## Population et société

### Démographie
| 1793 | 1800 | 1806 | 1821 | 1831 | 1836 | 1841 | 1846 | 1851 |
| ---- | ---- | ---- | ---- | ---- | ---- | ---- | ---- | ---- |
| 239  | 252  | 305  | 274  | 332  | 287  | 287  | 269  | 283  |

| 1856 | 1861 | 1866 | 1872 | 1876 | 1881 | 1886 | 1891 | 1896 |
| ---- | ---- | ---- | ---- | ---- | ---- | ---- | ---- | ---- |
| 261  | 267  | 240  | 209  | 220  | 201  | 213  | 217  | 199  |

| 1901 | 1906 | 1911 | 1921 | 1926 | 1931 | 1936 | 1946 | 1954 |
| ---- | ---- | ---- | ---- | ---- | ---- | ---- | ---- | ---- |
| 170  | 171  | 166  | 139  | 124  | 129  | 133  | 116  | 113  |

| 1962 | 1968 | 1975 | 1982 | 1990 | 1999 | 2004 | 2006 | 2009 |
| ---- | ---- | ---- | ---- | ---- | ---- | ---- | ---- | ---- |
| 99   | 96   | 69   | 69   | 72   | 78   | 78   | 77   | 70   |

| 2014 | 2019 | 2022 | - | - | - | - | - | - |
| ---- | ---- | ---- | - | - | - | - | - | - |
| 79   | 90   | 98   | - | - | - | - | - | - |

| selon la population municipale des années : | 1968 | 1975 | 1982 | 1990 | 1999 | 2006 | 2009 | 2013 |
| Rang de la commune dans le département      | 489  | 453  | 493  | 478  | 475  | 507  | 522  | 516  |
| Nombre de communes du département           | 592  | 582  | 586  | 588  | 588  | 588  | 589  | 589  |

|                        | 2009 | 2010 | 2011 | 2012 | 2013 | 2014 | 2015 | 2016 | 2017 | 2018 | 2019 | 2020 |
| ---------------------- | ---- | ---- | ---- | ---- | ---- | ---- | ---- | ---- | ---- | ---- | ---- | ---- |
| Décès domiciliés       | 0    | 1    | 1    | 2    | 1    | 1    | 1    | 1    | 1    | 0    | 0    | 2    |
| Naissances domiciliées | 0    | 1    | 1    | 2    | 1    | 2    | 0    | 0    | 1    | 0    | 1    | 1    |

### Enseignement
Nogaret est située dans l'académie de Toulouse.
La scolarité maternelle et primaire est organisée en RPI entre les communes de Montégut-Lauragais, Saint-Julia-de-Gras-Capou, Roumens, Le Cabanial et Nogaret.
Pour faire face au risque de fermeture de leurs écoles communales, quatre communes voisines de Nogaret (Montégut-Lauragais, Saint-Julia-de-Gras-Capou, Roumens et Le Cabanial) se sont engagées dans les années 1980-1990 dans la voie du regroupement pédagogique intercommunal (RPI). Ce regroupement a permis de sauvegarder les écoles et de proposer des services comme un ramassage scolaire financé par le conseil général de la Haute-Garonne.
La commune de Nogaret a rejoint le RPI par la suite.
Le succès de cette formule, dû en partie à l'accroissement de la population, a été tel que les municipalités du regroupement ont décidé d'un unique groupe scolaire intercommunal, pour remplacer les locaux actuels. Ce nouveau groupe scolaire, dit « des cinq clochers », est situé sur la commune de Saint-Julia-de-Gras-Capou. Il a ouvert à la rentrée de septembre 2013 avec un total de six classes (maternelles et primaires),.

### Culture et festivité

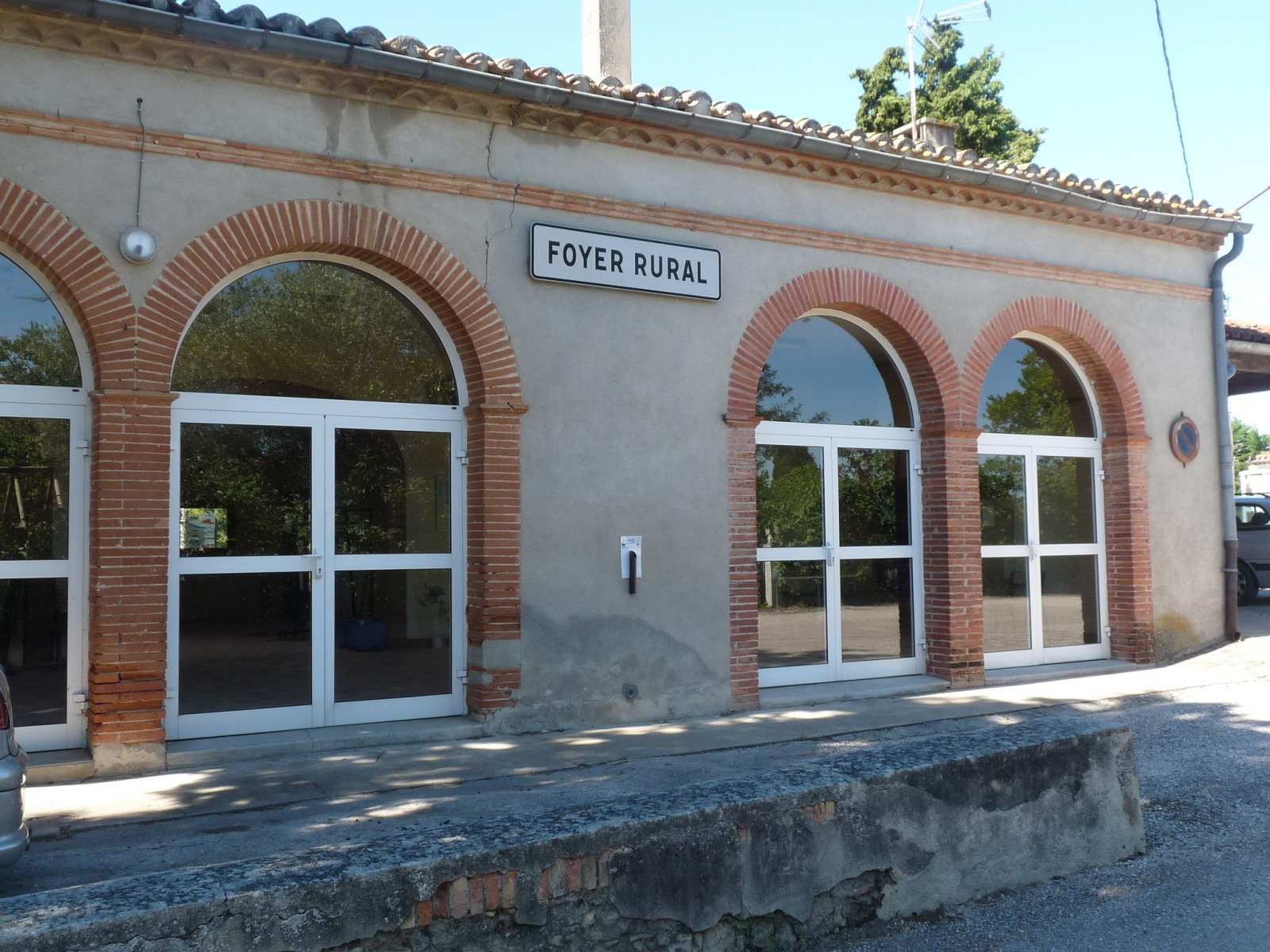
La salle des fêtes

Fête locales, salle des fêtes, vide-greniers,

### Écologie et recyclage
La collecte et le traitement des déchets des ménages et des déchets assimilés ainsi que la protection et la mise en valeur de l'environnement se font dans le cadre de la communauté de communes du Lauragais-Revel-Sorèzois.

## Économie

### Emploi
|                | 2008   | 2013  | 2018  |
| -------------- | ------ | ----- | ----- |
| Commune        | 11,6 % | 6,8 % | 7,8 % |
| Département    | 7,7 %  | 9,6 % | 9,3 % |
| France entière | 8,3 %  | 10 %  | 10 %  |

En 2018, la population âgée de 15 à 64 ans s'élève à 49 personnes, parmi lesquelles on compte 90,2 % d'actifs (82,4 % ayant un emploi et 7,8 % de chômeurs) et 9,8 % d'inactifs,. En  2018, le taux de chômage communal (au sens du recensement) des 15-64 ans est inférieur à celui de la France et du département, alors qu'en 2008 la situation était inverse.
La commune fait partie de la couronne de l'aire d'attraction de Revel, du fait qu'au moins 15 % des actifs travaillent dans le pôle,. Elle compte 13 emplois en 2018, contre 13 en 2013 et 11 en 2008. Le nombre d'actifs ayant un emploi résidant dans la commune est de 44, soit un indicateur de concentration d'emploi de 29,2 % et un taux d'activité parmi les 15 ans ou plus de 67,6 %.
Sur ces 44 actifs de 15 ans ou plus ayant un emploi, 7 travaillent dans la commune, soit 15 % des habitants. Pour se rendre au travail, 91,3 % des habitants utilisent un véhicule personnel ou de fonction à quatre roues et 8,7 % n'ont pas besoin de transport (travail au domicile).

### Activités hors agriculture
8 établissements sont implantés  à Nogaret au 31 décembre 2019.
Le secteur du commerce de gros et de détail, des transports, de l'hébergement et de la restauration est prépondérant sur la commune puisqu'il représente 50 % du nombre total d'établissements de la commune (4 sur les 8 entreprises implantées  à Nogaret), contre 25,9 % au niveau départemental.

### Agriculture
|               | 1988 | 2000 | 2010 | 2020 |
| ------------- | ---- | ---- | ---- | ---- |
| Exploitations | 10   | 8    | 8    | 5    |
| SAU (ha)      | 296  | 310  | 298  | 170  |

La commune est dans le Lauragais, une petite région agricole occupant le nord-est du département de la Haute-Garonne, dont les coteaux portent des grandes cultures en sec avec une dominante blé dur et tournesol. En 2020, l'orientation technico-économique de l'agriculture  sur la commune est la culture de céréales et/ou d'oléoprotéagineuses. Cinq exploitations agricoles ayant leur siège dans la commune sont dénombrées lors du recensement agricole de 2020 (dix en 1988). La superficie agricole utilisée est de 170 ha,,.

## Culture locale et patrimoine

### Lieux et monuments
- Château d'En Tell, du XIXe siècle.
- Église Saint-Étienne à clocher-mur.

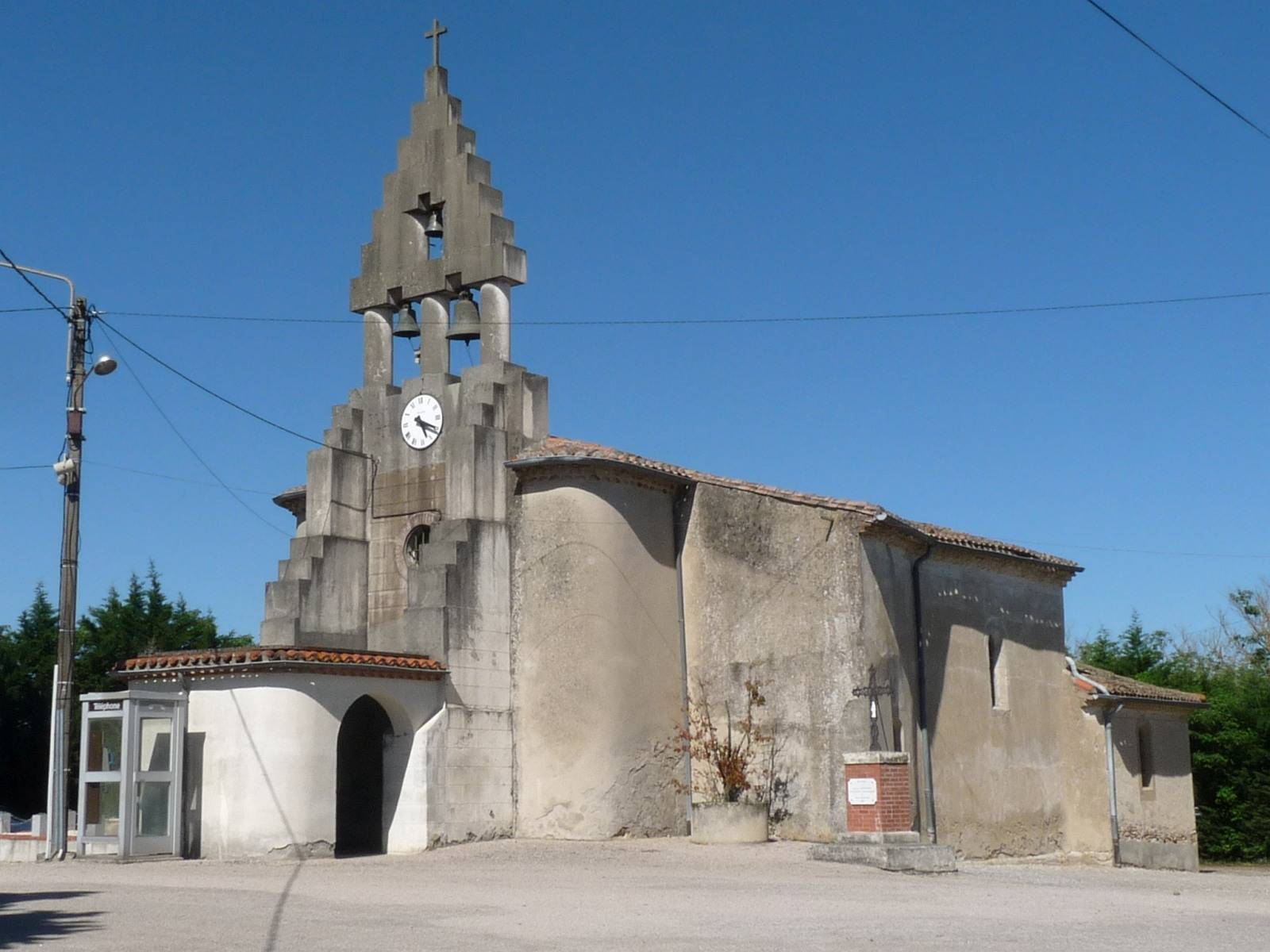
L'église Saint-Étienne
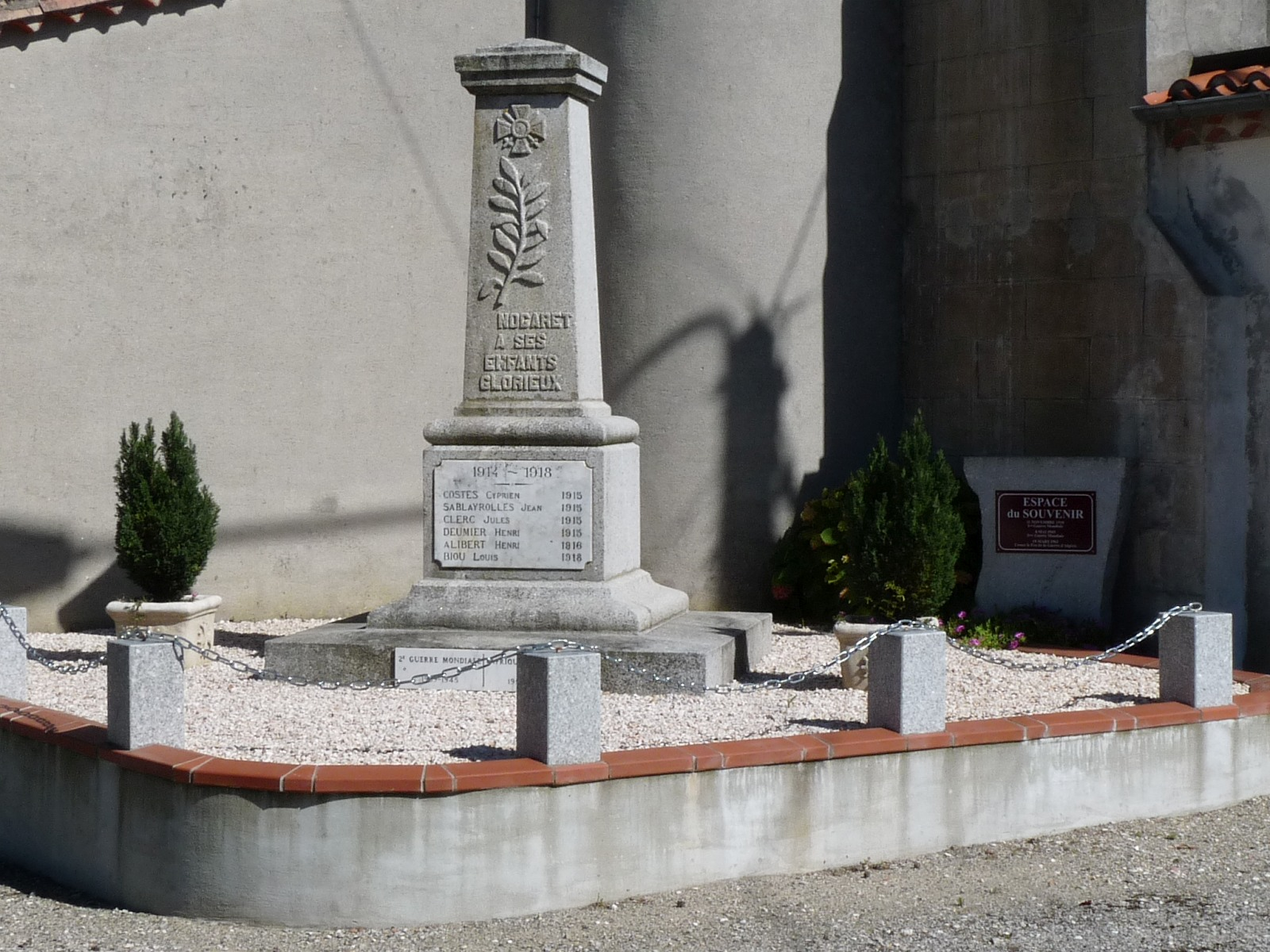
Le monument aux morts
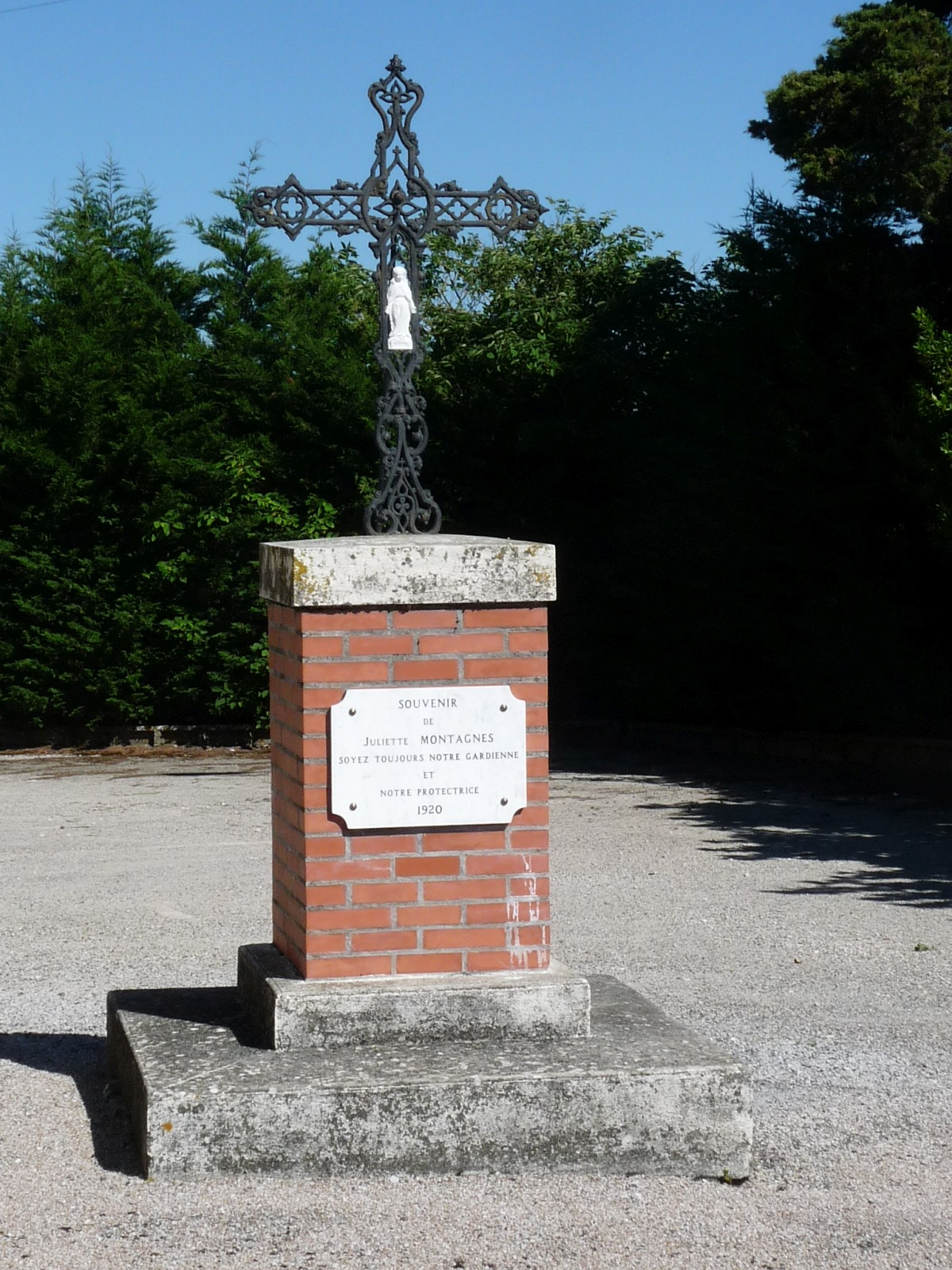
Croix

### Personnalités liées à la commune
- Guillaume de Nogaret (1260-1313), juriste et conseiller du roi Philippe IV le Bel. La famille Nogaret détenait une propriété dans le village.

### Héraldique
| Nogaret | Son blasonnement est : D'or à trois pals de sable. |